# Neurosis de transferencia
Neurosis de transferencia o neurosis transferencial es un término técnico del psicoanálisis que tiene un significado doble. Por una parte, en la nosografía psicoanalítica designa una clase o tipo entre las «psiconeurosis» y en este sentido, incluye al grupo que conforman la histeria (tanto la histeria de angustia como la histeria de conversión) y las neurosis obsesivas, diferenciándolas de un segundo grupo constituido por las neurosis de tipo narcisista. Por otra parte, también se denomina neurosis de transferencia a aquella neurosis artificial que se presenta en el transcurso de la cura psicoanalítica y que se caracteriza por las manifestaciones de la transferencia que ocurre en el vínculo entre el psicoanalista y el analizando. De acuerdo con esta técnica de tratamiento, el desciframiento de las formaciones sintomáticas que conforman esta neurosis artificial, vale decir, el análisis de la transferencia, traería de la mano el desciframiento de las claves inconscientes del conflicto nuclear infantil y de este modo, constituiría el factor decisivo para la cura.

## Como entidad nosográfica
La introducción del concepto de neurosis de transferencia es de autoría de Carl Gustav Jung y lo utiliza por primera vez en 1907, en el texto Sobre la psicología de la dementia praecox:Un ensayo, para diferenciarlas de las psicosis.
En la tercera parte de las Conferencias de Introducción al Psicoanálisis, Freud realizó un esfuerzo por resumir el estado del arte en psicoanálisis respecto de la doctrina de las neurosis. En ese momento (1917) utiliza la distinción nosográfica como una de las dos subdivisiones de las psiconeurosis (la otra agrupa a las neurosis de tipo narcisista). A su vez, separó las psiconeurosis de las neurosis actuales (y agrupó entre estas últimas a la neurastenia, la neurosis de angustia y la hipocondría.
A partir de 1924, Freud se refiere las neurosis de transferencia simplemente como «neurosis» a secas. Mantiene la distinción de las neurosis actuales e hila más fino en el campo de las neurosis de tipo narcisista, distinguiéndolas de las psicosis. En la actualidad el psicoanálisis utiliza el término «neurosis de transferencia» casi solamente para aquellos fenómenos neuróticos que se instalan en el vínculo con el analista en la cura.

## Neurosis de transferencia en la cura psicoanalítica
La primera experiencia directa de Freud con el fenómeno de neurosis de transferencia en el contexto de la cura se dio en 1905, en el tratamiento de Ida Bauer (Dora) y fue una experiencia «negativa», por cuanto significó el fin anticipado del análisis. Freud se negó a ofrecerse como objeto de la transferencia amorosa de su paciente, sin percatarse de que con su resistencia e inadecuado manejo de la situación desencadenó una transferencia negativa de su paciente. Lo ocurrido allí solo pudo ser analizado por Freud años después.
En 1909 Sandor Ferenczi aportó su observación de que la transferencia es un fenómeno que aparece en todas las relaciones humanas, pero en la relación que se establece en el análisis tiene la peculiaridad de que el paciente asigna al analista una posición parental, un hecho que sin embargo escapa totalmente a la consciencia del primero.
Recién en 1912 Freud escribió un artículo dedicado específicamente a los fenómenos transferenciales en la cura: Sobre la dinámica de la transferencia. Aquí Freud hace una distinción de la transferencia, según el carácter de los sentimientos del paciente. Así, la denominó «transferencia positiva» cuando se trataba de sentimientos amorosos y tiernos, «transferencia negativa» cuando lo que se transfería eran sentimientos agresivos, hostiles, de indiferencia o desprecio y «transferencia mixta» cuando el paciente repetía en la transferencia la ambivalencia característica de la vida emocional infantil. En este texto Freud discute también la relación entre transferencia y resistencia al análisis.